# 4534 Rimskij-Korsakov
4534 Rimskij-Korsakov là một tiểu hành tinh vành đai chính với chu kỳ quỹ đạo là 1710.8330089 ngày (4.68 năm).
Nó được phát hiện ngày 6 tháng 8 năm 1986.